# Lekkoatletyka na Letnich Igrzyskach Olimpijskich 1980 – sztafeta 4 × 400 m kobiet
Sztafetę 4 × 400 metrów kobiet podczas XXII Letnich Igrzysk Olimpijskich w Moskwie rozegrano 31 lipca (eliminacje) i 1 sierpnia 1980 (finał) na Stadionie Łużniki. Zwycięzcą została sztafeta Związku Radzieckiego, która biegła w składzie: Tetiana Proroczenko, Tatjana Gojszczik, Nina Ziuśkowa i Irina Nazarowa.

## Rekordy
|                   | reprezentacja | zawodniczki                                                      | czas    | data               | miejsce  |
| ----------------- | ------------- | ---------------------------------------------------------------- | ------- | ------------------ | -------- |
| Rekord świata     | NRD           | Doris Maletzki, Brigitte Rohde, Ellen Streidt, Christina Brehmer | 3:19,23 | 31 lipca 1976(dts) | Montreal |
| Rekord olimpijski | NRD           | Doris Maletzki, Brigitte Rohde, Ellen Streidt, Christina Brehmer | 3:19,23 | 31 lipca 1976(dts) | Montreal |

## Wyniki
| Poz. - pozycja |
| – rekord świata \| – rekord krajowy \| – rekord życiowy \| = – wyrównany rekord życiowy \| · – najlepszy wynik w sezonie \| = – wyrównany najlepszy wynik w sezonie \| – rekord olimpijski |
| Fn – falstart \| DNF – nie ukończyła \| DNS – nie wystartowała \| DSQ – zdyskwalifikowana                                                                                                  |

### Eliminacje
11 sztafet przystąpiło do biegów eliminacyjnych. Rozegrano dwa biegi. Do finału awansowały po trzy najlepsze sztafety w każdym biegu (Q) oraz dwie z najlepszymi czasami spośród pozostałych (q).

#### Bieg 1
| Poz. | Państwo         | Zawodniczki                                                              | Rezultat | Uwagi |
| ---- | --------------- | ------------------------------------------------------------------------ | -------- | ----- |
| 1    | ZSRR            | Olga Miniejewa, Tatjana Gojszczik, Ludmiła Czernowa, Tetiana Proroczenko | 3:25,3   | Q     |
| 2    | Bułgaria        | Swobodka Damianowa, Rosica Stamenowa, Malena Andonowa, Bonka Dimowa      | 3:28,7   | Q     |
| 3    | Wielka Brytania | Linsey MacDonald, Michelle Probert, Joslyn Hoyte-Smith, Donna Hartley    | 3:29,0   | Q     |
| 4    | Jamajka         | Ruth Simpson, Jacqueline Pusey, Cathy Rattray, Merlene Ottey             | 3:31,5   | [ 2 ] |
| 5    | Włochy          | Rossana Lombardo, Agnese Possamai, Daniela Porcelli, Erica Rossi         | 3:46,2   |       |

#### Bieg 2
| Poz. | Państwo | Zawodniczki                                                                | Rezultat | Uwagi |
| ---- | ------- | -------------------------------------------------------------------------- | -------- | ----- |
| 1    | NRD     | Gabriele Löwe, Barbara Krug, Christina Lathan, Marita Koch                 | 3:28,7   | Q     |
| 2    | Polska  | Grażyna Oliszewska, Jolanta Januchta, Elżbieta Katolik, Małgorzata Dunecka | 3:29,7   | Q     |
| 3    | Węgry   | Irén Orosz, Judit Forgács, Ibolya Petrika, Ilona Pál                       | 3:29,7   | Q,    |
| 4    | Rumunia | Ibolya Korodi, Niculina Lazarciuc, Maria Samungi, Elena Tărîță             | 3:29,8   | q     |
| 5    | Belgia  | Lea Alaerts, Regine Berg, Anne Michel, Rosine Wallez                       | 3:30,7   | q,    |
| 6    | Nigeria | Gloria Ayanlaja, Kehinde Vaughan, Asele Woy, Mary Akinyemi                 | 3:36,0   |       |

### Finał
| Poz. | Państwo         | Zawodniczki                                                                | Rezultat | Uwagi |
| ---- | --------------- | -------------------------------------------------------------------------- | -------- | ----- |
| 1    | ZSRR            | Tetiana Proroczenko, Tatjana Gojszczik, Nina Ziuśkowa, Irina Nazarowa      | 3:20,12  | [ 4 ] |
| 2    | NRD             | Gabriele Löwe, Barbara Krug, Christina Lathan, Marita Koch                 | 3:20,35  |       |
| 3    | Wielka Brytania | Linsey MacDonald, Michelle Probert, Joslyn Hoyte-Smith, Donna Hartley      | 3:27,5   |       |
| 4    | Rumunia         | Ibolya Korodi, Niculina Lazarciuc, Maria Samungi, Elena Tărîță             | 3:27,74  | [ 5 ] |
| 5    | Węgry           | Irén Orosz, Judit Forgács, Éva Tóth, Ilona Pál                             | 3:27,86  | [ 2 ] |
| 6    | Polska          | Grażyna Oliszewska, Elżbieta Katolik, Jolanta Januchta, Małgorzata Dunecka | 3:27,9   |       |
| 7    | Belgia          | Lea Alaerts, Regine Berg, Anne Michel, Rosine Wallez                       | 3:31,6   |       |
| –    | Bułgaria        | Swobodka Damianowa, Rosica Stamenowa, Malena Andonowa, Bonka Dimowa        | DNF      |       |